# 索尔叙尔莱比尔涅维尔
索尔叙尔-莱比尔涅维尔（法語：Saulxures-lès-Bulgnéville，法語發音：[solsyʁ lɛ bylɲevil] ⓘ，意为“比尔涅维尔附近的索尔叙尔”）是法国大東部大區孚日省的一个市镇，属于讷沙托区。

## 地理
索尔叙尔-莱比尔涅维尔（48°11'50"N, 5°48'26"E）面积9.54 平方千米，位于法国大東部大區孚日省，该省份为法国东北部内陆省份，北起默兹省和默尔特-摩泽尔省，西接上马恩省，南至上索恩省和贝尔福地区省，东临上莱茵省和下莱茵省。
与索尔叙尔-莱比尔涅维尔接壤的市镇（或旧市镇、城区）包括：克兰维利耶、安日维尔、比尔涅维尔、圣旺莱帕雷、叙里欧维尔、沃东库尔。
索尔叙尔-莱比尔涅维尔的时区为UTC+01:00、UTC+02:00（夏令时）。

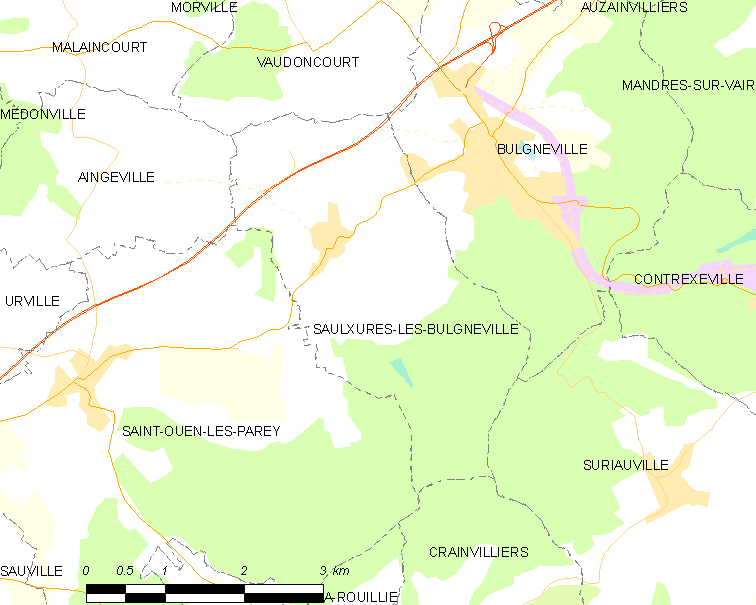
索尔叙尔-莱比尔涅维尔的OSM定位图

## 行政
索尔叙尔-莱比尔涅维尔的邮政编码为88140，INSEE市镇编码为88446。

## 政治
索尔叙尔-莱比尔涅维尔所属的省级选区为维泰勒县。

## 人口
索尔叙尔-莱比尔涅维尔于2022年1月1日时的人口数量为231人。

1962-2008年间索尔叙尔-莱比尔涅维尔人口变化图示